# Ägyptologie
Die Ägyptologie erforscht alle Bereiche der altägyptischen Hochkultur (Alltagsleben, Sprache und Literatur, Geschichte, Religion, Kultur und Kunst, Wirtschaft, Recht, Ethik und Geistesleben) von der Vorgeschichte des 5. Jahrtausends v. Chr. (zum Beispiel die Kulturen Negade und Badari) bis zum Ende der Römerherrschaft im 4. Jahrhundert n. Chr. Sie ist in Deutschland sehr sprachenorientiert, während in den angloamerikanischen und in anderen Ländern wie Frankreich, Italien, Polen und den Niederlanden auch die Archäologie selbst einen breiten Raum innerhalb der Lehre und des Fachs einnimmt.

## Forschungsgeschichte

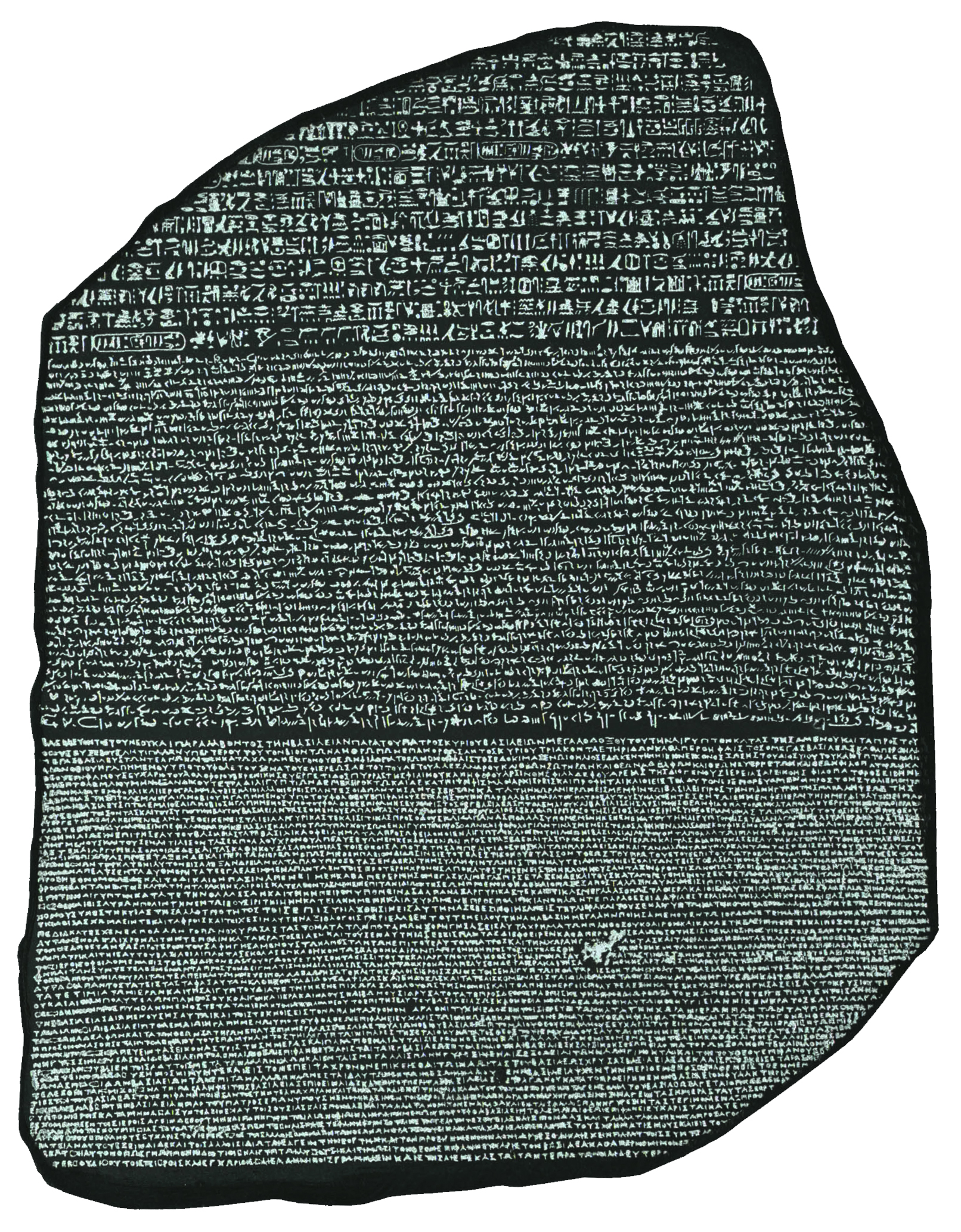
Der Stein von Rosetta

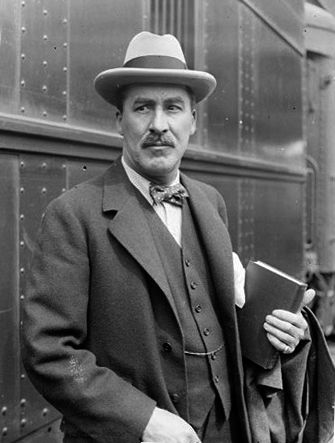
Howard Carter (1924)

### Erste Ansätze der Ägyptologie
Der Gelehrte Athanasius Kircher (1601–1680) beschäftigte sich mit den ägyptischen Denkmälern und interessierte sich für die ägyptische Sprache. Nachdem er Koptisch gelernt hatte, gelangen ihm erste Schritte auf dem Weg zur Entzifferung der Hieroglyphen.
Napoleon Bonaparte wurde bei seinem Feldzug nach Ägypten (1798–1801) von vielen Wissenschaftlern begleitet. Die Ergebnisse wurden seit 1809 in der umfangreichen Text- und Bildsammlung Description de l’Égypte veröffentlicht. 1822 veröffentlichte Jean-François Champollion ein vollständiges System zur Entzifferung der Hieroglyphen, aufbauend auf seinen Arbeiten zur Übersetzung des Steins von Rosette. Dies war die Geburtsstunde der modernen Ägyptologie, denn nur mit Kenntnis der altägyptischen Schrift und Sprache war es möglich, Einblick in die altägyptische Kultur zu gewinnen und sie zu verstehen.
Eine wichtige Rolle spielte auch die Ägyptomanie der europäischen Eliten im 19. Jahrhundert. Es gehörte zum guten Ton, eine Ausgrabung zu finanzieren, selbst daran teilzunehmen oder zumindest eine Reise nach Ägypten zu unternehmen und Kunstgegenstände mitzubringen. Unter den Reiseandenken waren oft auch Mumien, die dann als Höhepunkt bei einer Abendgesellschaft ausgewickelt wurden. Während diese Gruppe die Finanzierung stellte und amateurhafte Ausgrabungsversuche unternahm (Gentleman-Archäologen), lag die wissenschaftliche Arbeit in den Händen einiger weniger. Eine spezielle Ausbildung zum Umgang mit altertümlichen Funden, deren Dokumentation und Konservierung gab es zu dieser Zeit noch nicht. Die Männer waren Autodidakten oder wurden von einem Forscher mit mehr Erfahrung ausgebildet, indem sie einige Zeit mit ihnen arbeiteten. Die Fokussierung auf das pharaonische Ägypten hatte aber auch zufolge, dass die christlichen Kulturgüter Ägyptens, die ca. 400 Jahre älter sind als dementsprechende Zeugnisse des christlichen Abendlandes, in der Forschung vernachlässigt wurden.
Einige frühe Forscher taten sich besonders hervor, unter ihnen Flinders Petrie. Er grub mehrere Tempel aus und zeichnete gewissenhaft die für ihn unverständlichen Hieroglyphen ab, z. B. in Amarna. Zudem benutzte er 1898 die erst kurz zuvor entdeckten Röntgenstrahlen, um die Mumie Ramses’ II. zu durchleuchten. So wies er die nachträgliche Ausstopfung einer Mumie nach (ein Samenkorn in der Nase, um den charakteristischen Höcker nach der Austrocknung nachzubilden). Durch diese erste Verwendung der Röntgenstrahlen ist sein Name auch mit der Paläopathologie verbunden. Petrie gilt als „Ausbilder“ von Howard Carter, der in einer von Petrie geleiteten Ausgrabung seine ersten archäologischen Erfahrungen sammelte. Carter entdeckte 1922 das Grab des Tutanchamun. Dieser großartige Fund war der Patronage des Lord Carnarvon zu verdanken.

### Deutschland
In Deutschland gilt Richard Lepsius als Begründer der Ägyptologie. Er war der erste Deutsche, der in Ägypten Grabungen durchführte und im Verlauf seiner Expedition zahlreiche, auch heute verlorene, Denkmäler dokumentierte. In der Forschung dieser Zeit stand die Philologie stark im Vordergrund. Dementsprechend war die Ägyptologie in Deutschland in den folgenden Jahren vor allem eine Sprachwissenschaft und in geringerem Umfang ein kunstgeschichtliches Fach. In diesem Zusammenhang ist auch die Erstellung eines umfassenden altägyptischen Wörterbuches an der Berliner Akademie zu nennen, das unter internationaler Zusammenarbeit entstand.
Mit Ludwig Borchardt begannen Projekte in Ägypten, die die Ausgrabung größerer Objekte zum Ziel hatten. Borchardt hatte Architektur studiert und somit trat die Bauforschung stark in den Vordergrund. Bei seinen Grabungen wurde die Architektur von Bauten vorbildlich dokumentiert, während Kleinfunde nur eine unbedeutende Rolle spielten. Erst bei den Ausgrabungen des Sonnenheiligtums des Userkaf bei Abu Ghurab in den Jahren nach dem Zweiten Weltkrieg wurden auch Kleinfunde, wie z. B. Keramik oder Siegelabdrücke, ausreichend dokumentiert. Das große Gewicht der Philologie und der Bauforschung sind bis heute weiterhin in der deutschen Ägyptologie vorherrschend.
Ägyptologie wird in Deutschland an mehreren Hochschulen gelehrt.

#### Deutschland unter dem Nationalsozialismus

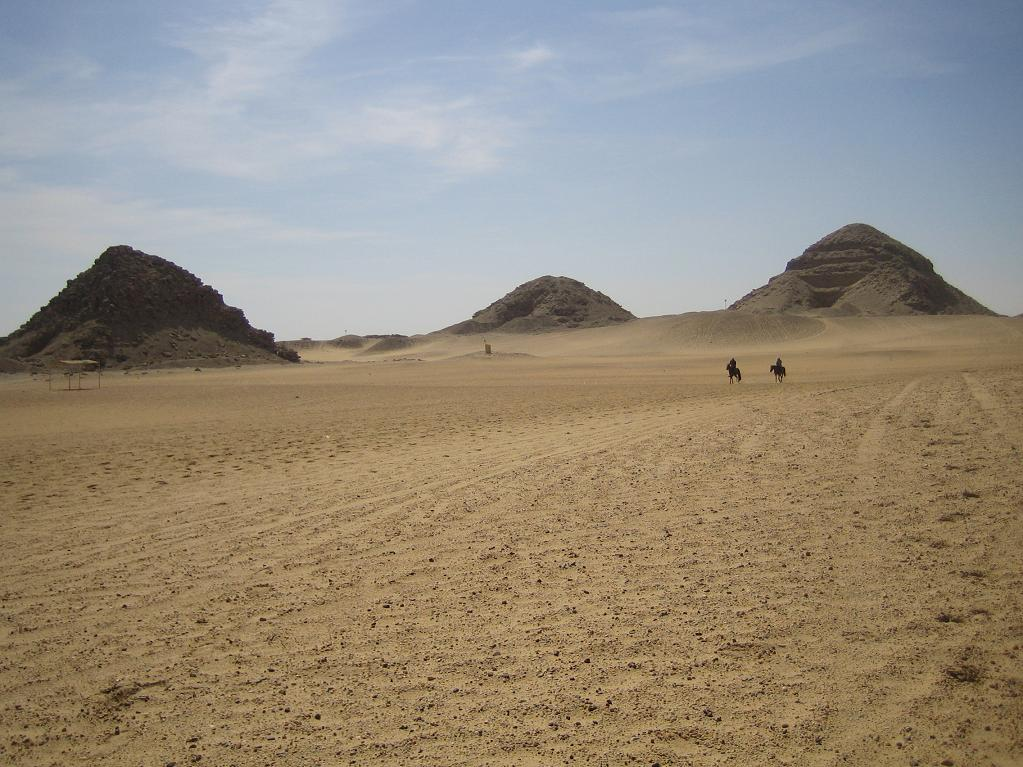
Von Borchardt erforschte Pyramiden des Sahure, Niuserre und Neferirkare (von links nach rechts)

Die Ägyptologie im nationalsozialistischen Deutschland 1933 bis 1945 ist ein bisher kaum aufgearbeitetes Thema. Vor 1933 hatte die deutsche Ägyptologie einen international hervorragenden Ruf. Viele bedeutende amerikanische Ägyptologen hatten in Deutschland studiert. Nach 1945 dauerte es Jahrzehnte, bis die deutsche Ägyptologie international wieder voll anerkannt wurde.
Zu Beginn des Nationalsozialismus, 1933, gab es Ägyptologen, die Juden waren oder als solche eingestuft wurden und aus ihren Positionen an Universitäten und in Museen entfernt wurden. Dazu gehörten Ludwig Borchardt oder Georg Steindorff; letzterer emigrierte in die USA. Bernhard von Bothmer, der zunächst im Berliner Museum gearbeitet hatte, wanderte als Gegner der NS-Diktatur in die USA aus. Er fand 1956 eine Anstellung im Brooklyn Museum. Andere Ägyptologen wie Rudolf Anthes verblieben in Deutschland, waren aber Gegner des Regimes, während wiederum andere das NS-Regime unterstützten und in ihm Karriere machten.
Als Gegner des neuen Regimes können folgende Personen bezeichnet werden:
- Georg Steindorff zog ins Exil in die USA.
- Alexander Scharff war Professor an der Universität in München und war zeit seines Lebens Gegner des Regimes.
- Hans Bonnet, Professor in Bonn; Hans Wolfgang Mueller und Rudolf Anthes (Berliner Museum); Herbert Ricke lebte im Exil in der Schweiz; Ludwig Keimer.
- Bernhard von Bothmer

Als Unterstützer des Regimes können folgende Ägyptologen bezeichnet werden:
- Hermann Grapow war Professor und galt lange als eifriger Unterstützer der Nationalsozialisten; Neuere Untersuchungen kommen jedoch zu einem differenzierteren Urteil (vgl. Gertzen, „Die Berliner Schule der Ägyptologie im Dritten Reich“, Berlin 2015). Hermann Grapow konnte seine Arbeit am Wörterbuch-Projekt der Akademie der Wissenschaften in der DDR nach 1945 fortsetzen.
- Hermann Kees war Offizier im Ersten Weltkrieg. Schon in der Weimarer Republik bekämpfte er die Demokratie. Er galt zunächst als konservativer Gegner der Nationalsozialisten, änderte jedoch später seine Position. Seine ägyptologischen Schriften sind zum Teil stark antidemokratisch und rassistisch. In seiner Beschreibung zu Echnaton warf er diesem vor, nicht dem altägyptischen Bild der Herrenrasse zu entsprechen.
- Hermann Junker war Professor für Ägyptologie und Unterstützer des Regimes.
- Friedrich Wilhelm von Bissing war Mitglied der NSDAP.
- Walther Wolf arbeitete in Leipzig. Seine in der NS-Zeit verfassten Schriften haben oftmals rassische Fragen zum Inhalt.
- Siegfried Schott war Anhänger der nationalsozialistischen Idee, nicht aber Befürworter der Methoden.

### Vereinigtes Königreich
Schon seit der ersten Hälfte des 19. Jahrhunderts gab es zahlreiche Reisende in Ägypten, die Denkmäler kopierten. Systematische Grabungen begannen aber erst am Ende des 19. Jahrhunderts. Ägypten geriet in dieser Zeit in den Einflussbereich der Kolonialmacht Großbritannien. Am Ende des 19. Jahrhunderts ist vor allem Flinders Petrie zu nennen, der am University College London auch den ersten Lehrstuhl für Ägyptologie bekam. Flinders Petrie kann als Gründer der Archäologie in der Ägyptologie bezeichnet werden. Er dokumentierte nicht nur Architektur und Kunstwerke, sondern auch Kleinfunde und vor allem die Keramik. Diese Tradition wurde auch in der ersten Hälfte des 20. Jahrhunderts fortgesetzt. Mit den Grabungen von Reginald Engelbach und Guy Brunton wurden Keramikkorpora für fast alle Epochen altägyptischer Geschichte erstellt. Bemerkenswert ist die relativ schnelle Publikation dieser Grabungen. Das Grab des Tutanchamun wurde 1922 von Howard Carter, einem ehemaligen Schüler Petries, gefunden. Das Grab und seine Funde wurden vollkommen aufgenommen, doch kam es zu keiner Publikation zu Lebzeiten von Howard Carter. Die Philologie wurde am Ende des 19. Jahrhunderts von Francis Llewellyn Griffith, der auch erster Professor für Ägyptologie in Oxford war, ausgebaut. Das große Gewicht der Archäologie ist bis heute weiter bestimmend in der britischen Ägyptologie.

## Aufgabengebiet
Ägyptologen beschäftigen sich mit den Hinterlassenschaften der altägyptischen Kultur von ihren Anfängen um ca. 3200 v. Chr. bis in die ersten nachchristlichen Jahrhunderte hinein. Spuren dieser Kultur finden sich vor allem im Niltal vom Mittelmeer bis Khartum im heutigen Sudan als auch von der Libyschen Wüste im Westen bis nach Vorderasien im Osten sowie im gesamten Mittelmeerraum. Grundlage der Ägyptologie ist die Beherrschung der altägyptischen Schriften und Sprachen, denn es gibt Texte in Hieroglyphen, Hieratisch, Demotisch und Koptisch. Hieroglyphen und Hieratisch sind Schriftarten, in denen die Sprachstufen Altägyptisch, Mittelägyptisch (oder „Klassisches Ägyptisch“) und Neuägyptisch überliefert sind, bei Hieroglyphen auch das sogenannte „Ptolemäische Ägyptisch“, das durch eine Vielzahl neuer Zeichen gekennzeichnet ist. Demotisch und Koptisch sind weitere Sprachstufen, die sich durch eigene Schriften auszeichnen. Die erhaltenen Texte stammen aus vielen Lebensbereichen. So finden sich Grab-, Stelen- oder Statueninschriften, Texte zu Ritualen, Festkalender, Hymnen, religiöse Texte u. v. m., die häufig in Stein gemeißelt sind. Daneben gibt es literarische Erzählungen sowie Lebenslehren, die jedoch vor allem auf Papyrus und Kalksteinscherben geschrieben sind. Über das Beamtentum im alten Ägypten geben Verträge, Quittungen, Briefe, Notizen, Listen, Handbücher, Gerichtsprotokolle u. a. m. Auskunft.
Ausgangspunkt des universitären Unterrichts ist die Vermittlung der Sprache und die Lektüre der Texte, kulturgeschichtliche und archäologische Themen bilden weitere Bereiche. Die Schwerpunkte richten sich nach den jeweiligen Fachvertretern. Derzeit wird Ägyptologie an 16 deutschen Universitäten, in Europa, Amerika, China und Japan, Australien sowie weiteren Ländern und natürlich in Ägypten gelehrt. Das Tätigkeitsfeld eines heutigen Ägyptologen liegt nicht unbedingt in der Feldarbeit, sondern sie arbeiten auch an reinen Ägyptischen Museen oder Museen mit ägyptischen Abteilungen, bereiten Sonderausstellungen vor, haben einen Lehrauftrag an Universitäten oder sind in der Erwachsenenbildung tätig. Die Abteilung Kairo vom Deutschen Archäologischen Institut (DAI) und das Niederländisch-Flämische Institut in Kairo (NVIC) sind neben anderen internationalen Einrichtungen in Ägypten selbst angesiedelt. Von dort sowie von verschiedenen universitären Projekten aus werden Feldarbeiten in Ägypten durchgeführt.
Die Ägyptologie überschneidet sich inhaltlich und fachlich in bestimmten Teilen mit den Fächern „Vor- und Frühgeschichte“, „Alte Geschichte“, „Archäologie des Nahen Ostens“ beziehungsweise „Biblische Archäologie“, teilweise „Klassische Archäologie“ (je nach Schwerpunktsetzung der Universität) sowie, in weiterem Sinne, der christlichen Theologie. Die Aufzeichnungen der frühen Kirchen in Ägypten sind durchweg in Koptisch erhalten.
Voraussetzung für das Studium in Deutschland ist der Nachweis von Englisch- und Französischkenntnissen, wobei auch Italienisch bei der Bibliotheksarbeit sehr hilfreich ist. Außerdem wird vielerorts Altgriechisch gefordert.

## Aktuelle Forschungssituation
Von den zahlreichen altägyptischen Quellen vor Ort und in den Museen der Welt sind nach wie vor viele unbearbeitet oder unpubliziert. In Ägypten gilt es vor allem, Denkmäler oder Siedlungsstrukturen, Friedhöfe etc. aufzudecken, wissenschaftlich zu dokumentieren und vor weiterer Zerstörung zu schützen. Aufgrund der verschiedenen Quellengattungen ist die Zusammenarbeit der Ägyptologie mit anderen Disziplinen von jeher entscheidend. In jüngerer Zeit werden auch auf administrativer Ebene die ägyptologischen Institute/Seminare immer öfter in größere Einheiten integriert. Die Ägyptologie arbeitet vielerorts auch in inter- oder transdisziplinären Forschungsverbünden mit. Wenngleich für das Verständnis der altägyptischen Kultur eine möglichst umfassende Sicht aller Quellen nötig ist, haben sich besondere Spezialisierungen in der Forschung herausgebildet: Ägyptische Philologie (neben den zentralen Sprachstufen Alt-. Mittel- und Neuägyptisch besonders die Ptolemaistik, Demotistik und Koptologie), Religion, Literatur, die verschiedenen Bereiche der materiellen Kultur, Architektur, Bildwerke, altägyptische Mathematik, Pharmazie und Medizin, Rechtsgeschichte, Musikgeschichte und andere mehr.
Das bisherige Studium der Ägyptologie als Haupt- oder Nebenfach mit dem Abschluss Magister artium wurde durch die neuen Bachelor-Studiengänge mit anschließendem Master ersetzt, wobei vielerorts bestimmte Kombinationen mit anderen Disziplinen erforderlich wurden (zum Beispiel mit Afrikanistik, Altorientalistik oder Ähnlichem). In der deutschen Hochschulpolitik ist die Ägyptologie als Kleines Fach eingestuft.

### Geschichte der Ägyptologie
- Einträge in der UCLA Encyclopedia of Egyptology:
  - Meira Gold: British Egyptology (1822–1882). In: Rune Nyord, Willeke Wendrich (Hrsg.): UCLA Encyclopedia of Egyptology. 2022, ISSN 2693-7425 (englisch, escholarship.org).
  - Kathleen Sheppard: British Egyptology (1882–1914). In: Rune Nyord, Willeke Wendrich (Hrsg.): UCLA Encyclopedia of Egyptology. 2021, ISSN 2693-7425 (englisch, escholarship.org).
  - Susanne Voss, Thomas Gertzen: German Egyptology (1882–1914). In: Rune Nyord, Willeke Wendrich (Hrsg.): UCLA Encyclopedia of Egyptology. 2020, ISSN 2693-7425 (englisch, escholarship.org).
  - Ivan Ladynin: Russian Egyptology (1914–1945). In: Rune Nyord, Willeke Wendrich (Hrsg.): UCLA Encyclopedia of Egyptology. 2022, ISSN 2693-7425 (englisch, escholarship.org).

- Morris L. Bierbrier: Who Was Who in Egyptology. 5th revised edition. Egypt Exploration Society, London 2019, ISBN 978-0-85698-248-4.
- Erika Endesfelder: Die Ägyptologie an der Berliner Universität: zur Geschichte eines Fachgebietes (= Berichte (Humboldt-Universität zu Berlin). 8. Jahrgang, 1988, Heft 6). Humboldt-Universität zu Berlin, Berlin 1988.
- Thomas L. Gertzen: École de Berlin und „Goldenes Zeitalter“ (1882–1914) der Ägyptologie als Wissenschaft: das Lehrer-Schüler-Verhältnis von Ebers, Erman und Sethe. De Gruyter, Berlin 2013, ISBN 978-3-11-030096-3.
- Thomas L. Gertzen: Die Berliner Schule der Ägyptologie im Dritten Reich: Begegnung mit Hermann Grapow (1885–1967). Kulturverlag Kadmos, Berlin 2015, ISBN 978-3-86599-269-7.
- Leslie Greener: The Discovery of Egypt. Cassell, London 1966.
- Erhard Oeser: Cheops' Geheimnis. Die wissenschaftliche Eroberung Ägyptens. Von Zabern, Darmstadt / Mainz 2013, ISBN 978-3-8053-4632-0.
- William A. Peck: Egyptology, history of. In: Kathryn A. Bard (Hrsg.): Encyclopedia of the Archaeology of Ancient Egypt. Routledge, London 1999, ISBN 0-415-18589-0, S. 280–83.

### Wichtige Einführungen
- Adolf Erman, Hermann Ranke (Bearb.): Ägypten und ägyptisches Leben im Altertum. 4. Auflage. Gerstenberg, Hildesheim 1987, ISBN 3-8067-0907-6.
- Wolfgang Helck: Ägyptologie an Deutschen Universitäten. Franz Steiner, Wiesbaden 1969.
- Erik Hornung: Einführung in die Ägyptologie. Stand, Methoden, Aufgaben. 7. Auflage. Wissenschaftliche Buchgesellschaft, Darmstadt 2010, ISBN 978-3-534-21647-5.
- Erik Hornung: Grundzüge der ägyptischen Geschichte. 6. Auflage. Wissenschaftliche Buchgesellschaft, Darmstadt 2008, ISBN 978-3-534-21506-5.

### Archäologie
- Kathry A. Bard: Encyclopedia of the Archaeology of Ancient Egypt. Routledge, London 1999, ISBN 0-415-18589-0.
- Kathryn A. Bard: An introduction to the archaeology of Ancient Egypt. Blackwell, Malden (Mass.) 2008, ISBN 978-1-4051-1148-5.
- Vivian Davies, Renée Friedman: Unbekanntes Ägypten. Mit neuen Methoden alten Geheimnissen auf der Spur. Theiss, Stuttgart 1999, ISBN 3-8062-1393-3.
- Nicholas Reeves: Faszination Ägypten, Die großen archäologischen Entdeckungen von den Anfängen bis heute. Frederking & Thaler, München 2001, ISBN 3-89405-430-1.

### Zeitschriften und Reihen (Auswahl)
- Mitteilungen des Deutschen Archäologischen Instituts, Abteilung Kairo (MDAIK), Von Zabern, Mainz, ISSN 0342-1279.
- Göttinger Miszellen – Beiträge zur ägyptischen Diskussion, Herausgegeben vom Seminar für Ägyptologie und Koptologie der Universität Göttingen, ISSN 0344-385X.
- Hildesheimer Ägyptologische Beiträge (HÄB).
- Studien zur Altägyptischen Kultur (SAK)
- Zeitschrift für Ägyptische Sprache und Altertumskunde (ZÄS), De Gruyter.

## Seminare und Institute

### Deutschland
- Ägyptologisches Seminar der Freien Universität Berlin
- Abt. Archäologie und Kulturgeschichte Nordostafrikas (AKNOA) am Institut für Archäologie der Humboldt-Universität zu Berlin
- Abt. Ägyptologie am Institut für Archäologie und Kulturanthropologie der Rheinischen Friedrich-Wilhelms-Universität Bonn
- Seminar für Ägyptologie und Koptologie der Georg-August Universität Göttingen
- Seminar für Orientalische Archäologie und Kunstgeschichte der Universität Halle-Wittenberg
- Arbeitsbereich Ägyptologie der Universität Hamburg
- Ägyptologisches Institut der Ruprecht-Karls-Universität Heidelberg
- Abt. Ägyptologie im Institut für Afrikanistik und Ägyptologie der Universität zu Köln
- Ägyptologisches Institut/Ägyptisches Museum - Georg Steindorff - der Universität Leipzig
- Abt. Ägyptologie im Institut für Altertumswissenschaften der Johannes Gutenberg-Universität Mainz
- Centrum für Nah- und Mittelost-Studien, Studienschwerpunkt Ägyptologie (nicht mehr studierbar), Philipps-Universität Marburg,
- Institut für Ägyptologie der Ludwig-Maximilians-Universität München
- Institut für Ägyptologie und Koptologie mit der Arbeitsstelle für Manichäismusforschung der Westfälischen Wilhelms-Universität Münster
- Abt. Ägyptologie der Universität Trier
- Abt. Ägyptologie im Institut für die Kulturen des Alten Orients der Eberhard-Karls-Universität Tübingen
- Lehrstuhl für Ägyptologie am Institut für Altertumswissenschaften der Julius-Maximilians-Universität Würzburg
- Abteilung Kairo des Deutschen Archäologischen Instituts

### Niederlande
- Egyptology - Leiden University
- The Netherlands Institute for the Near East

### Österreich
- Institut für Ägyptologie an der Universität Wien

### Schweiz
- Abt. Ägyptologie im Departement Altertumswissenschaften an der Universität Basel
- Ägyptologische Abteilung der Universität Zürich (Memento vom 30. Dezember 2014 im Internet Archive)[5]

## Museen

### Deutschland
- Ägyptisches Museum und Papyrussammlung Berlin
- Ägyptisches Museum Bonn
- Gustav-Lübcke-Museum (Hamm)
- Museum August Kestner (Hannover)
- Roemer- und Pelizaeus-Museum Hildesheim
- Ägyptisches Museum – Georg Steindorff – der Universität Leipzig
- Museum Weltkulturen der Reiss-Engelhorn-Museen Mannheim
- Staatliches Museum Ägyptischer Kunst (München)

### Niederlande
- Rijksmuseum van Oudheden (Leiden)

### Österreich
- Kunsthistorisches Museum Wien (Ägyptisch-Orientalische Sammlung)
- Papyrussammlung und Papyrusmuseum Wien

### Schweiz
- Antikenmuseum Basel